# 구운초등학교 (경북)
구운초등학교는 대한민국 경상북도 구미시 고아읍에 있는 공립 초등학교이다.

## 학교 연혁
- 1937.06.24 고아공립보통학교 부설 구운간이학교 개교
- 1943.05.13 고아동부공립국민학교 개교
- 1946.06.25 구운국민학교로 교명 변경
- 1983.03.01 병설유치원 개원
- 1996.03.01 구운초등학교로 교명 변경
- 2011.03.01 경상북도교육청 디지털교과서 시범학교 지정(1년간)
- 2015.09.01 박명호 교장선생님 부임
- 2017.02.17 제 69회 13명 졸업(총 4,435명)
- 2019년 제 71회 16명 졸업
- 2019.09.01 장명숙 교장선생님 부임

## 참고 자료
- 구운초등학교 - 한국교육학술정보원 학교알리미